# NGC 290
NGC 290 je otvoreni skup u Malom Magellanovom oblaku., u zviježđu Tukan.

## Poveznice
- NGC 265

## Vanjske poveznice
- NASA - Astronomy Picture of the Day: May 1, 2006 NGC 290
- HubbleSite NewsCenter: Information on NGC 290 and the Hubble picture  Arhivirana inačica izvorne stranice od 9. rujna 2015. (Wayback Machine)